# Beletrie

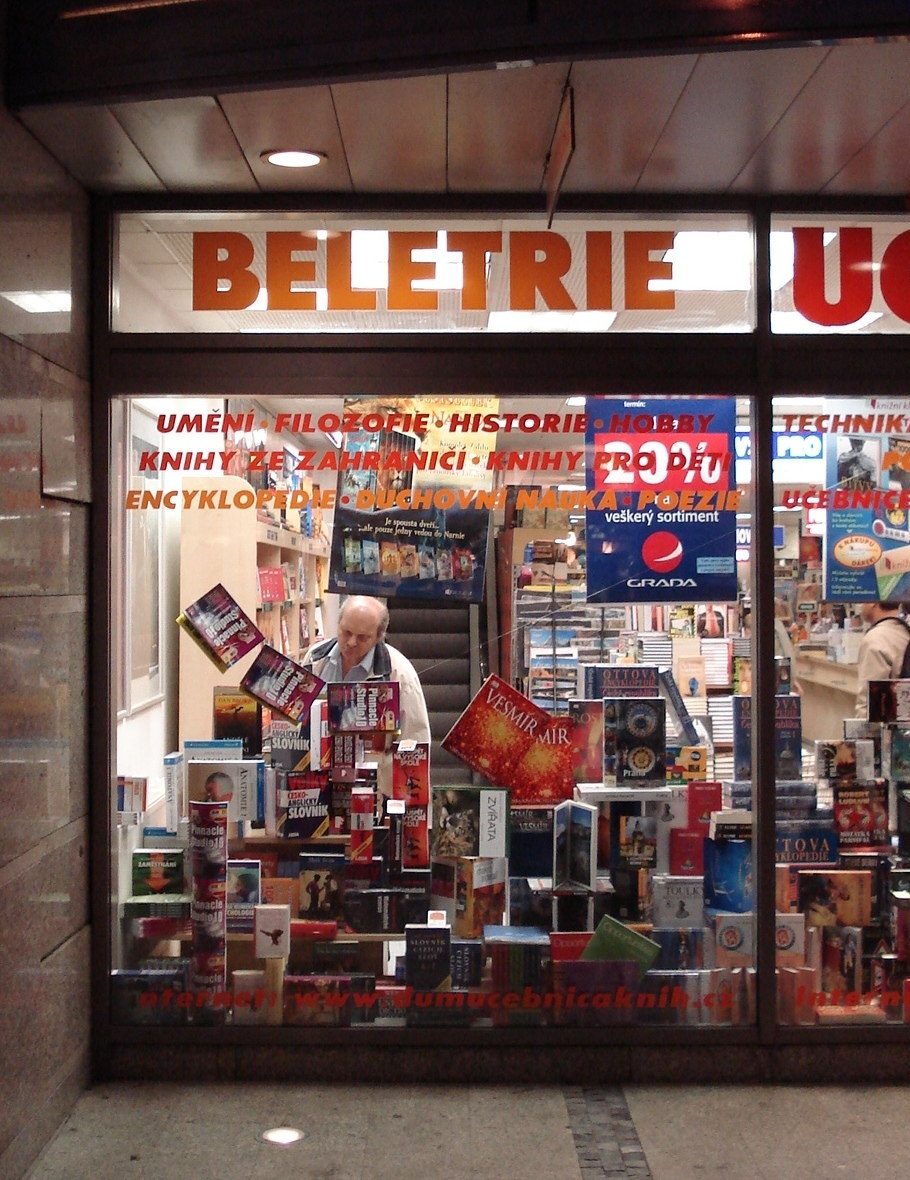
Výkladní skříň oddělení beletrie v pražském knihkupectví

Beletrie, z francouzského „belles-lettres“, tedy doslova krásná literatura, krásné písemnictví, řidčeji také beletristika, je imaginativní slovesná tvorba, v moderním českém chápání pouze epická próza, tedy fikční dílo s příběhem. Výraz v různých oblastech a v různém čase nabýval poněkud odlišných významů. Označení „beletrie“ a „krásná literatura“ jsou nicméně většinou chápána jako synonyma. V tomto smyslu je výraz totožný také s označením umělecká literatura.
Beletrii lze tedy popsat jako literární tvorbu, která se vyznačuje tím, že si vytváří vlastní svět (fikční svět). Toto vymezení je totožné s vymezením literatury v užším slova smyslu. Je-li literatura chápána šířeji, jakožto všechny psané texty, pak je beletrie pouze jednou z částí literatury a protikladem literatury věcné. K věcné literatuře přitom patří slovesné práce, které jsou primárně zaměřeny na poznání, popularizaci a dokumentaci, nejsou tedy fikční povahy (non-fiction, především odborná literatura).

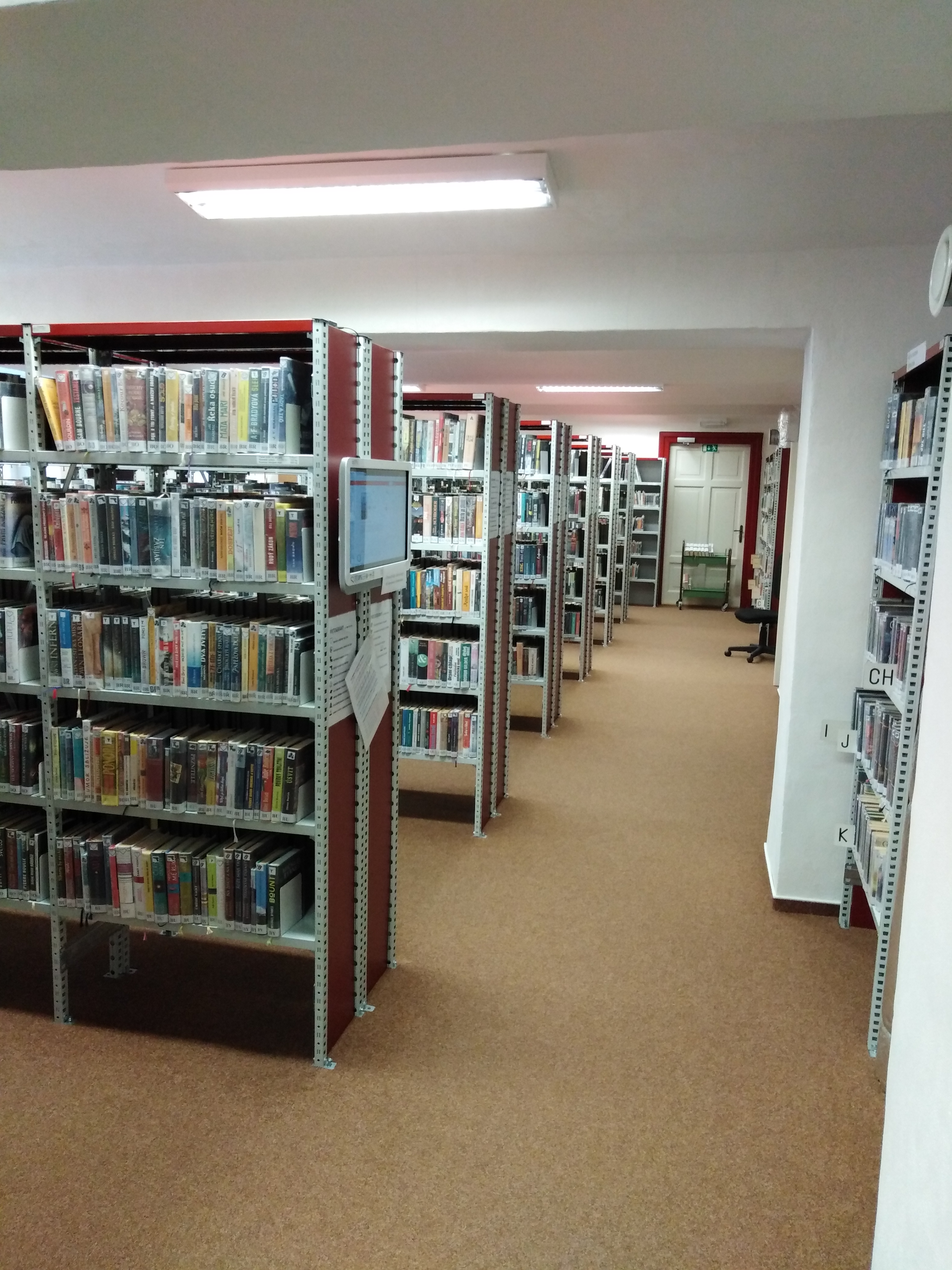
Oddělení beletrie v Městské knihovně Bruntál

Přestože označení beletrie v původním významu zahrnuje prózu, poezii a eseje, včetně děl rétorických, jsou v praxi za beletristy označováni v první řadě autoři prozaického, na příběh zaměřeného vyprávění, zatímco pro básnickou tvorbu se termín beletrie neužívá takřka nikdy. Označení je proto ve svém nejužším smyslu ztotožnitelné rovněž se slovem próza.
U beletrie, na rozdíl od nefikční literatury, převládá funkce estetická (tedy vzbuzovat pocit krásna) a funkce zábavní. Hranice mezi beletrií a ostatními typy textů však není zcela neprostupná. Například memoáry, ač nezachycují smyšlené události, často využívají beletristických postupů, někdy do té míry, že jejich odlišení od beletrie je obtížné. Naopak samotná beletrie využívá pro posílení uměleckého dojmu prvků vlastních textům, jež beletristické nejsou – v beletristických dílech se lze například setkat s formou smyšleného deníkového záznamu, smyšleného žurnalistického útvaru a podobně.
Již v 16. století pracoval Michel de Montaigne se spojením bonnes-lettres. Samotný termín beletrie (respektive belles-lettres) pak vznikl v 17. století, byť tehdy ještě ve výrazně širším významu. Francouzská Académie des inscriptions et belles-lettres byla založena v roce 1663 a mezi její kompetence se od té doby počítá také filologie, archeologie, historie a další obory. Mimo francouzštinu se výraz rozšířil v 18. století – přibližně v roce 1740 vstoupil do angličtiny, kde byl používán pro popis „vybraného vědění“. Kromě filosofie, filologie, rétoriky, poezie, historie a dalších humanitních věd mohl zahrnovat i přírodní vědy.
V češtině se v průběhu dalšího vývoje význam slova beletrie zúžil na uměleckou literaturu. Někdy byla užívána dokonce ještě přísnější vymezení – příležitostně označovala beletrie uměleckou literaturu vybroušeného stylu (tedy nikoliv literaturu zábavnou či žánrovou), jindy pouze literaturu zábavnou (tedy nikoliv literaturu s uměleckými ambicemi).